# Ch'oe Hyŏn
Ch'oe Hyŏn (hangeul : 최현 ; hanja : 崔賢 ; RR : Choe Hyon), né le 6 mai 1907 et mort le 10 avril 1982 est un général et homme politique nord-coréen.

## Biographie
Il rejoint la guérilla anti-japonaise après l'Invasion japonaise de la Mandchourie sous la bannière de l'Armée unie anti-japonaise du Nord-Est, où il rencontre Kim Il-sung. Il brille notamment lors de la bataille de Pochonbo, que la propagande nord-coréenne fera pas la suite passer pour une victoire de Kim Il-sung.
Il commande une division de l'Armée populaire de Corée lors de la Guerre de Corée, puis intègre après-guerre la Commission militaire centrale du Parti du travail de Corée et devient une des personnes les plus puissantes du pays. Il devient ministre de la Défense nationale de 1968 à 1976.
Son fils est Choe Ryong-hae, lui aussi cadre du régime nord-coréen.